# منتخب تونس لكرة القدم الشاطئية
منتخب تونس لكرة القدم الشاطئية، هو منتخب وطني لكرة القدم الشاطئية في تونس. يتبع تنظيمياً الجامعة التونسية لكرة القدم.